# Nezvočnik
Nèzvóčnik je soglasnik manjše zvonkosti in manjše odprtostne stopnje. V slovenščini jih je 15; delimo jih na 6 zvenečih in 9 nezvenečih nezvočnikov.
Zveneči so /b/, /d/, /z/, /ž/, /dž/, /g/, nezveneči pa /p/, /t/, /s/, /š/, /č/, /k/, /f/, /h/, /c/. Nezveneče nezvočnike si lahko zapomnimo s pomočjo povedi: »Ta suhi škafec pušča«, tako da izpustimo samoglasnike, zveneče nezvočnike pa s povedjo »Gad zbeži« (tudi tukaj izpustimo samoglasnike).

## Delitev
Glede na način izgovarjave jih lahko povezujemo v pare:
- /b/ – /p/ (ustnični),
- /d/ – /t/, /z/ – /s/ (zobni),
- /ž/ – /š/, /dž/ – /č/ (dlesnični),
- /g/ – /k/ (mehkonebni);
- v splošnem velja, da so /f/, /h/ in /c/ brez parnega glasnika.

| Nezvočniki | Nezvočniki | Nezvočniki     |
| Zveneči    | Nezveneči  | Par            |
| ---------- | ---------- | -------------- |
| b          | p          | ustnični       |
| d          | t          | zobni          |
| z          | s          | zobni          |
| ž          | š          | dlesnični      |
| dž         | č          | dlesnični      |
| g          | k          | mehkonebni     |
| (/)        | f          | zobno-ustnični |
| /          | h          | mehkonebni     |
| (dz)       | c          | dlesnični      |

Glede na zaporo oziroma priporo govorne cevi jih delimo na:
- pripornike − soglasniški glas, tvorjen s priporo govorne cevi (f, s, š, h, z, ž)
- zapornike – govorno cev pregradimo, jo tako držimo skoraj ves čas trajanja glasu, na koncu pa zaporo sunkovito odpravimo (p, t, k, b, d, g)
- zlitnike – glas sestoji iz zapornega dela v prvi polovici in istovrstnega pripornega dela v drugi polovici (c, č, dž)